# Rosenhof (Gebäude)

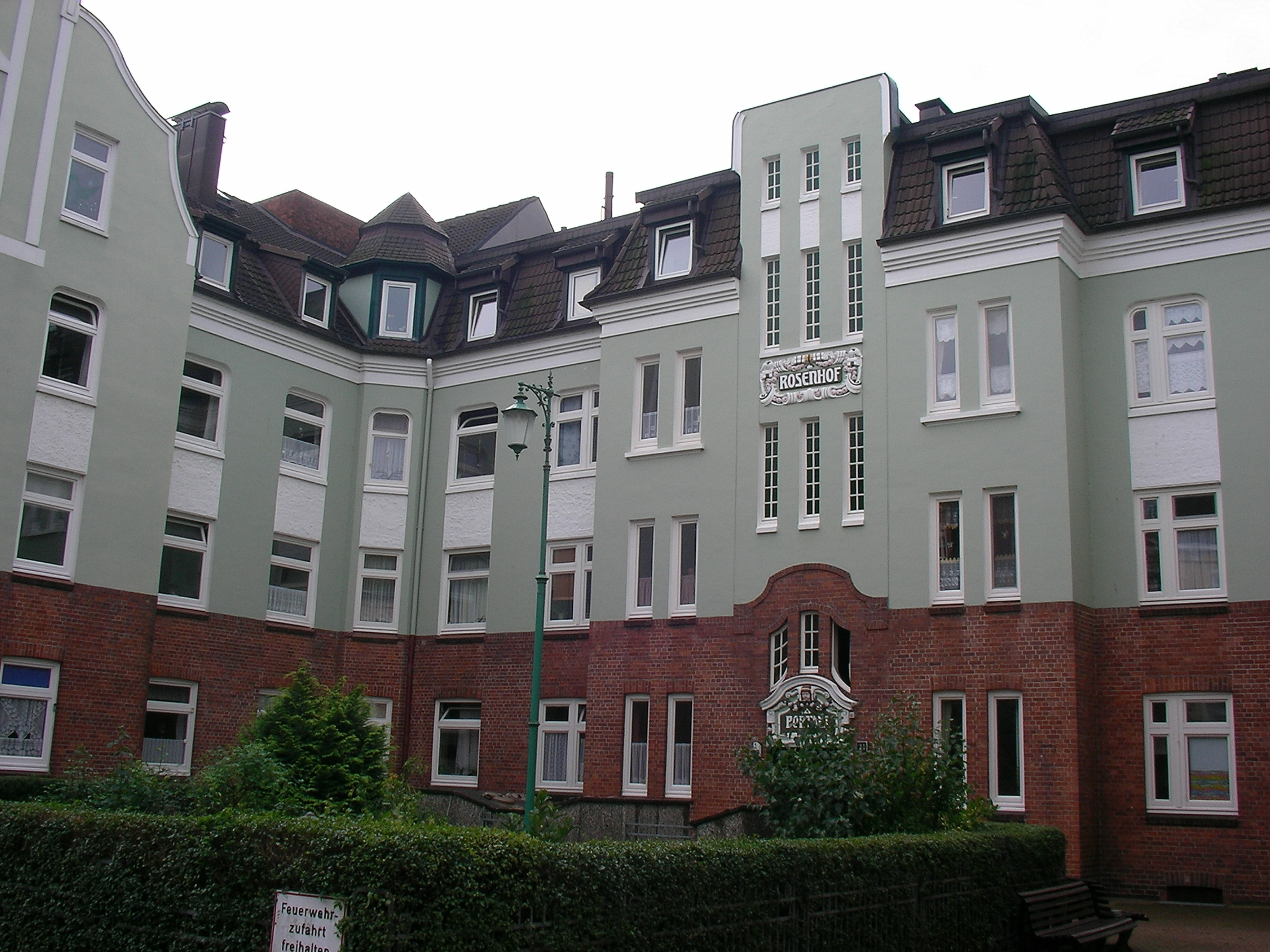
Frontansicht

Der Rosenhof ist ein Gebäude in Hamburg, das 1910 im Stil der Hamburger Burg erbaut wurde. Der Rosenhof ist das einzige Gebäude dieser Art im Bezirk Bergedorf, einem von sieben Stadtbezirken.

## Bauform und Ausstattung

Bauzeichnung

Das Gebäude ist ein Dreiflügelbau, der U-förmig zur Straße geöffnet ist und einen Ehrenhof umfasst. Es hat vier Vollstockwerke sowie ein Keller- und ein Dachgeschoss. Der Keller diente sowohl als Kohlenkeller als auch als Abstellkeller für die Mieter. Zu jeder Wohnung gehörte sowohl ein Keller- als auch ein Bodenraum. Je sechs Mietparteien standen eine Waschküche und ein Trockenboden zur Verfügung.
Insgesamt waren 40 Wohnungen konzipiert. Die Wohnungen hatten drei bis vier Zimmer, Vollbäder, Toiletten, Küchen mit Wänden aus Kunstmarmor, Speisekammern und zumeist Garderoben und Balkone. Jede Wohnung verfügte über eine eigene Warmwasserheizanlage, deren Kessel im Küchenherd installiert war und mit Gas befeuert wurde. Die Beleuchtung der Wohnung war elektrisch. Auch die sonstige Ausstattung des Gebäudes war opulent: Die Hauseingänge waren mit Terrazzofußböden versehen, die Wände der Treppenhäuser mit Kunstmarmor verblendet, die Treppenhausfenster waren in einer Glasmalerei hergestellt und mit Rosenkorb-Motiven bestückt. Pro Hauseingang gab es neben der Haupttreppe noch je einen Lieferantenaufgang. Neben jedem Aufgang befand sich je ein Aufzug für Kohlen und Wäsche, um die Hausarbeit zu erleichtern.

## Geschichte

Bauzeichnung

Das Gebäude wurde in der Stadt Bergedorf, die damals zum Hamburger Staatsgebiet gehörte und später zu einem Hamburger Stadtteil wurde, als Wohnhaus für solvente Mieter gehobener Ansprüche konzipiert. Die Hamburger Architekten Kugelberg & Matthiesen planten das Haus 1909. Das für die Baugenehmigung zuständige Büro der Landherrenschaft, Abt. Baupolizeibehörde Bergedorf, erteilte die Erlaubnis unter der Bedingung, es mögen Spülklosetts mit Anschluss an die Kanalisation eingebaut sowie unmittelbare Licht- und Luftzufuhr für die Badezimmer gewährleistet werden – Auflagen dieser Art waren damals eine Neuheit. Im Folgejahr wurde das Haus errichtet. Auftraggeberin und erste Eigentümerin war die Handelsgärtnerei Struß & Noack. In einer Werbebroschüre an die entsprechende Mieterklientel heißt es hinsichtlich der Architektur vollmundig:

„In den weichen und doch so charakteristischen Linien des Barock spielt es von einem inneren Leben, und die schönen Silhouetten der Giebel und Dächer bilden einen wirkungsvollen Abschluß der Baumaße. Die Fenster sind durch Sprossen aufgeteilt und geben mit den Türmchen und den hölzernen Balkongeländern dem Hause den Eindruck eines Schlosses.“

Um das Gebäude herum gab es größere Freiflächen, die ebenfalls der Eigentümergesellschaft gehörten. 1911 stellte die Eigentümerin einen Separationsantrag für das übrige Gelände, um es als Bauland zu verkaufen, so dass es in den beiden Folgejahren zu reger Bautätigkeit in der Nachbarschaft kam. Die Eigentümergesellschaft verkaufte das Gebäude 1923 an einen Bergedorfer Holzhändler, der das Haus weiterhin als Mietshaus führte. In den 20er-Jahren, zu Zeiten der Inflation und der Krise, kam es zum Wohnungsleerstand und zu finanziellen Problemen des neuen Eigentümers, der sich einer Zwangsversteigerung des Gebäudes ausgesetzt sah, diese jedoch abwenden konnte.
Im Zweiten Weltkrieg kam es durch eine Brandbombe zu einer Teilzerstörung des Dachstuhls, die auch heute noch sichtbar ist. Die Reparatur erfolgte erst 1949, nach der Währungsreform. Weitere wesentliche bauliche Veränderungen unterblieben jedoch bis in die heutige Zeit. Die drei im Erdgeschoss befindlichen Geschäfte – ein Milchladen sowie zwei kleine Verkaufsläden – wurden ab 1969 zu Wohnungen umgebaut.
Das Gebäude steht unter Denkmalschutz. Die Hamburger Denkmalpflege bezeichnet das Gebäude als „überlokal bedeutendes Bauzeugnis für die Reformarchitektur vor dem I. Weltkrieg.“

## Denkmal
- Soltaustraße 24/24a, Arnoldistieg 8[1]

## Quelle
- Geerd Dahms, Kultur- & Geschichtskontor (Hrsg.): Bergedorf. 3. Auflage. Hamburg 2009, ISBN 978-3-9806996-6-2, S. 135–138.